# 棘擬杜父魚
棘擬杜父魚，為輻鰭魚綱鮋形目杜父魚亞目隱棘杜父魚科的其中一種，為深海魚類，分布於東南大西洋南非外海海域，棲息深度1460-2180公尺，體長可達4.5公分，棲息在底層水域，生活習性不明。

## 扩展阅读
維基物種上的相關：棘擬杜父魚